# Банатски Душановац
Банатски Душановац (мађ. Szőllősudvarnok), је бивше село и део Банатског Двора у општини Житиште у Банату, Војводина, Србија. Налази се на 25 km североисточно од Зрењанина, на надморској висини од 83 m.

## Историја
Село је основано 1840. године. Власник имања и земљишта где је село подигнуто је био немачки гроф Роген, и по њему село добија име Рогендорф. Првобитни становници су били Немци и Бугари, који су се доселили из места званог Зварњак, којима је гроф Роген дао земљиште за насељавање а служили су му као радна снага на имању.
Године 1891. ово имање купује гроф Чекоњић. После тога Бугари масовно одлазе у Бугарску. Гроф Чекоњић је покушао да надокнади радну снагу досељавањем Мађара из околних села.
Досељавање Срба почело је после Првог светског рата, тачније 1921. године. Насељено је око 3000 становника, у водоплавном атару величине око 8000 хектара. Већина је дошла из околине Требиња, Билеће и Гламоча. Доласком нових становника име места се мења од Рогендорф у Душановац (по цару Душану). Било је то августа 1924. године решењем Министарства унутрашњих дела.
У месту је тридесетих година 20. века радила Државна основна школа. Министарство просвете је у јесен 1932. године донело одлуку да се затвори одељење са мађарским наставним језиком. У основној школи у српском одељењу радили су пре рата учитељи: Боривоје Марков (1934-1936. и управитељ; па поново од 1940. са супругом Маријом), Петар Марушић (1939).
Објавила је 1927. године месна Аграрна заједница на чијем се челу налазио Вучен Бајић, оглас за градњу 100 нових кућа. Водна задруга је почела да се формира 1933. године, са циљем да исуши атар и тако спречи одсељавање становништва. Бан Дунавске бановине у Новом Саду одобрио је 1934. године новац из Фонда јавних радова за копање бунара у колонији Душановац. Исте године дала је бановинска власт и 360.000 динара за оснивање Водне задруге Банатски Душановац и мелиорацију водоплавног подручја у атару тог места. Пред Други светски рат у месту је деловало Удружење четника Косте Пећанца. На годишњој скупштини јануара 1938. године изабрана је Управа са председником Бојаном Кесићем, потпредседником Стојаном Милошевићем и секретаром Радетом Вученом.
Током година насеља Зварњак и Душановац су се спојила и данас су позната под заједничким именом Банатски Двор.

## Популација
Године 1930. био је 71 становник немачке националности.